# Scyzura

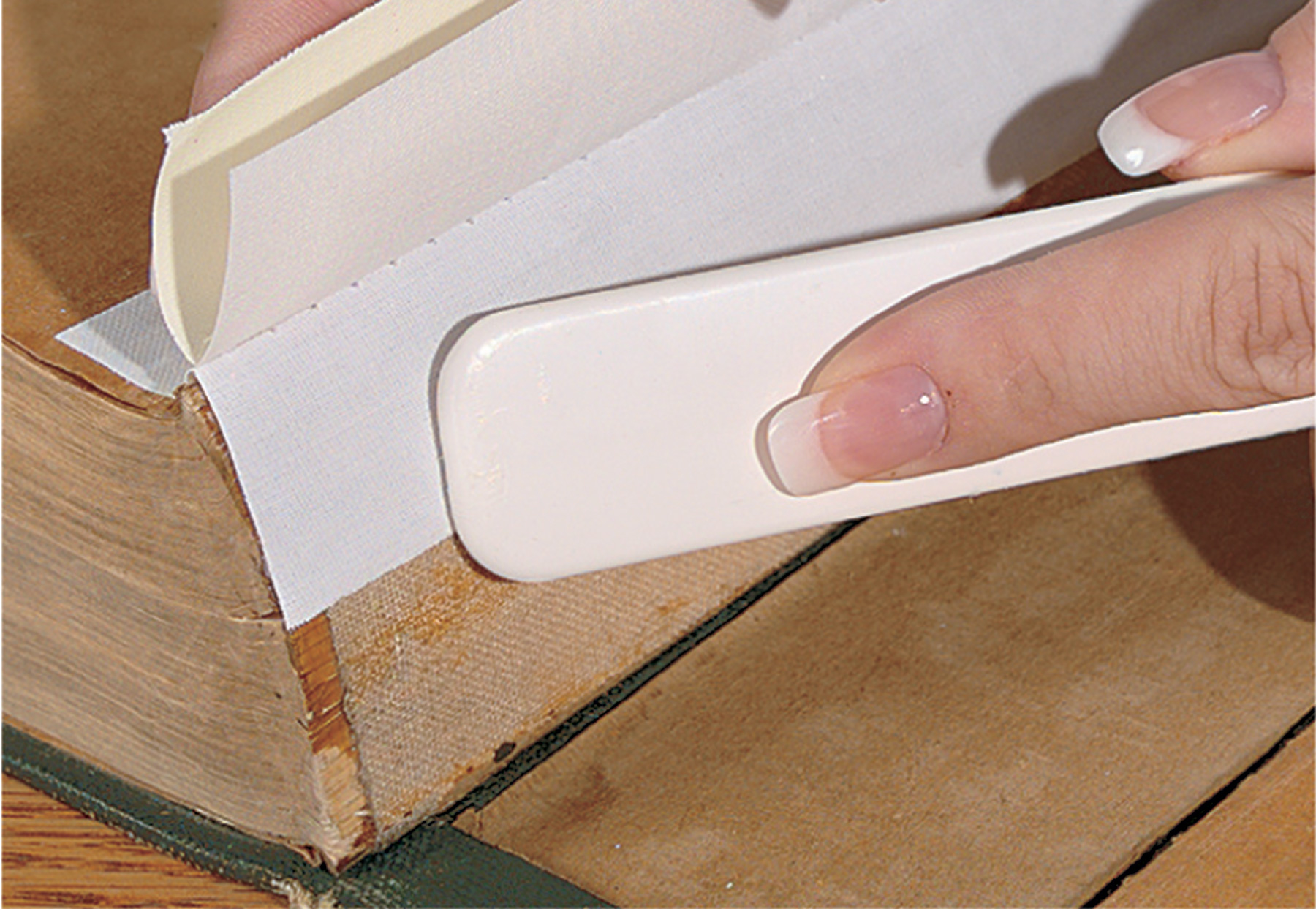
Pseudoscyzura podczas wklejania

Scyzura, scezura, falc wyklejkowy, skrzydełko – pasek materiału, najczęściej płótna lub cienkiego i wytrzymałego papieru (historycznie także z pergaminu), stanowiący wzmocnienie łączenia bloku książkowego z oprawą, gdyż przejmuje część naprężeń powstających w przegubie podczas otwierania książki. Może być przyklejona do wyklejki i spełniać także funkcje estetyczne, gdyż zasłania szczelinę pomiędzy blokiem książki a wyklejką, może także maskować rynienki, w których zamocowano zwięzy w okładzinach.
W sytuacji, gdy pasek materiału nie został połączony z blokiem książki poprzez szycie, a jedynie został wklejony, można mówić o pseudoscyzurze.